# SUSHI (プロレスラー)
SUSHI（スシ、生年月日不明 - ）は、寿司職人をモチーフにした覆面レスラー。正体は雷陣明とする説がある。

## 略歴
- 2012年4月1日、全日本プロレスで行われたジュニア・タッグリーグ戦のBUSHIのパートナーXとして登場。全身緑色のタイツに、頭にマグロの握り寿司を乗せたマスクマンである。全日本プロレス内外からも、「カナダで寿司修行もしていた雷陣明では?」との声が上がっていたが、事実確認は取れず正体は謎のままである。
- 頭に載せている握り寿司は、7月ごろから玉子の寿司となる。このころから、その玉子を相手レスラーに狙われたり奪われたりする椿事が勃発した。MAZADAに奪われた際にはなんとか取り返したがその直後、エジプト出身のマスクマン「アエギュプトゥス・エアリアル」にもまた玉子を奪われた。
- 現在、ビックマッチなどでは寿司ネタの乗っていないマスクを着用している。SUSHIのマスクは、緑を基調にしたもので寿司屋の湯のみのように魚へんの漢字が書いてある。
- 2014年よりめんそ〜れ親父とのタッグ寿司親父でアジアタッグにも挑戦し、その後も継続中。さらにはめんそ〜れ親父が缶ビールを持ってるのに対してSUSHIは湯呑を持ち、さらには入場曲もスシくいねぇを少し改良した寿司親父のオリジナル曲になった。
- 2016年は50以上の連敗を重ねたが、12月24日に黒潮"イケメン"二郎に勝利し連敗を止めた。
- 2017年1月15日、31日付での退団を発表。今後はフリーのプロレスラーとして活動しつつ芸能活動も行う[1]。所属ラストマッチはSUSHIの希望で秋山準とのシングルマッチを行った。
- 退団後はハードヒットに出場のほか、6月25日の花鳥風月ではカッパのニックネームを持つ瓦井寿也と「かっぱSUSHI」を結成し、タッグ王座に挑戦[2]。

## 得意技
その名の通り、SUSHIの技名は寿司関連にちなんで命名したものがモチーフとなっている。
TEKKAMAKI（テッカマキ）
相手のバックに立ち、相手の片腕をバックから反対側の腕で掴む。腕を掴んだまま相手を勢いよくその場で旋回させ、向かい合わせになったと同時に相手の股下をくぐり、そのままサムソン・クラッチのように相手を丸めこんでピンフォールを奪う。寿司をモチーフにした自身のキャラクターに則したネーミングの技で、丸め込み技を巻き寿司のイメージを連想させたことからその一種である鉄火巻きにちなんで名前を取った。
SUSHIさんだ
秋山認可のブルーサンダー。ただし、サンダーと名乗ることは秋山に拒否されたためこの名前になった。
カツオの一本釣り
レインメーカーの要領から決めるフィッシャーマンズ・バスター。通常のフィッシャーマンズ・バスターも同じ名前。
STO
小川直也の必殺技と同型の技。略称だけは違い、スペース・トルネード・オガワに対してSUSHIの場合はスペース・トルネード・大トロである。
SUSHIバスター
雷陣の雷陣バスターと同じ技。「あがり一丁!」と叫ぶことが多いのが特徴。
SUSHIカッター
雷陣の雷陣カッターと同じ技。変形のSTO。
SUSHI突き
地獄突きと同じ技。相手ののど元に指先を突き立てる。元来の地獄突きは4本の指で行うが、SUSHIの場合は寿司を握る動きをイメージして2本指で行う。
SHIMESABA
変形のメキシカンストレッチ。
KAPPAMAKI
NATTOMAKI
回転SUSHI

## 入場曲
- スシ食いねェ!（シブがき隊）

## タイトル歴
全日本プロレス
- GAORA TV王座（第3代、第6代）

## CM出演
- キリン メッツ「GET FORCE」篇（キリンビバレッジ）[3]2015年11月 -

## SUSHI☆小僧
- 2015年8月から顎の負傷により欠場しているSUSHIの代わりに現れたマスクマン。2015年10月10日寒川大会のすわまちおこしでの秋山準＆大森隆男戦でデビュー（パートナーは曙）。
- SUSHIよりやや小柄ではあるが、入場時のダンスは本物よりキレがある。頭にはマグロの握りが一貫乗っている。試合中にはトップロープからのミサイルキックや、元祖を思わせるTEKKAMAKI、さらにはロープ渡りまで披露した。SUSHI復帰後も地方大会を中心に参戦。11月1日、青森県武道館大会でSUSHIと初タッグを結成。